# معادلات فریدمان
معادلات فریدمان(به انگلیسی: Friedmann equations) از حل معادلات میدان اینشتین برای متریک فریدمان-لومتر-رابرتسون-واکر می‌توان به راحتی معادلات انبساط جهان همگن و ایزوله با چگالی انرژی {\displaystyle \!\rho } و چگالی فشار {\displaystyle \!p} را بر حسب عامل مقیاس و مشتقات مرتبه اول و دوم آن نسبت به زمان به دست آورد. این کار اولین بار توسط الکساندر فریدمان در سال ۱۹۲۲ انجام گردید و معادلات مشابهی با انحنای فضایی منفی در سال ۱۹۲۴ توسط وی ارائه شد.
دو معادله مستقل فضایی و زمانی فریدمان به ترتیب عبارتند از
{\displaystyle {\frac {{\dot {a}}^{2}+kc^{2}}{a^{2}}}={\frac {8\pi G\rho +\Lambda c^{2}}{3}}}
{\displaystyle {\frac {\ddot {a}}{a}}=-{\frac {4\pi G}{3}}\left(\rho +{\frac {3p}{c^{2}}}\right)+{\frac {\Lambda c^{2}}{3}}}
که در آن {\displaystyle H\equiv {\frac {\dot {a}}{a}}} به پارامتر هابل و G ثابت گرانشی نیوتن و Λ ثابت کیهان شناسی و c سرعت نور نام دارند.
اغلب می‌توان با ارتباط بین پارامتر هابل و عامل مقیاس این معادلات را با پارامتر هابل بازنویسی کرد
{\displaystyle H^{2}={\frac {8\pi G}{3}}\rho -{\frac {kc^{2}}{a^{2}}}}
{\displaystyle {\dot {H}}+H^{2}=-{\frac {4\pi G}{3}}\left(\rho +{\frac {3p}{c^{2}}}\right).}
به {\displaystyle k \over a^{2}} انحنای فضایی گفته می‌شود که به ترتیب برای k=+۱ جهان با انحنای مثبت (بسته) و k=-۱ جهان با انحنای منفی (باز) و k=۰ جهان با انحنای صفر (تخت) خواهد بود. در این معادلات اسکالر ریچی به صورت {\displaystyle R={\frac {6}{a^{2}}}({\ddot {a}}a+{\dot {a}}^{2}+kc^{2})} محاسبه می‌شود.
اگر از معادله اول فریدمان نسبت به زمان مشتق بگیریم و از معادله دوم نیز استفاده کنیم با صرف نظر از ثابت کیهان شناسی داریم
{\displaystyle {\dot {\rho }}=-3H\left(\rho +{\frac {p}{c^{2}}}\right),}